# Arethusinae
Arethusinae je podtribus kaćunovki u potporodici Epidendroideae, dio tribusa Arethuseae. Sastoji se od pet rodova; tipični je Arethusa s jednom vrstom iz Sjeverne Amerike.

## Rodovi
Subtribus Arethusinae Benth.
1. Calopogon R. Br. (5 spp.)
2. Arethusa L. (1 sp.)
3. Anthogonium Wall. ex Lindl. (1 sp.)
4. Arundina Blume (1 sp.)
5. Eleorchis F. Maek. (1 sp.)